# Leonardo Lucchi
Leonardo Lucchi (Cesena, 9 dicembre 1952) è uno scultore italiano.

## Biografia

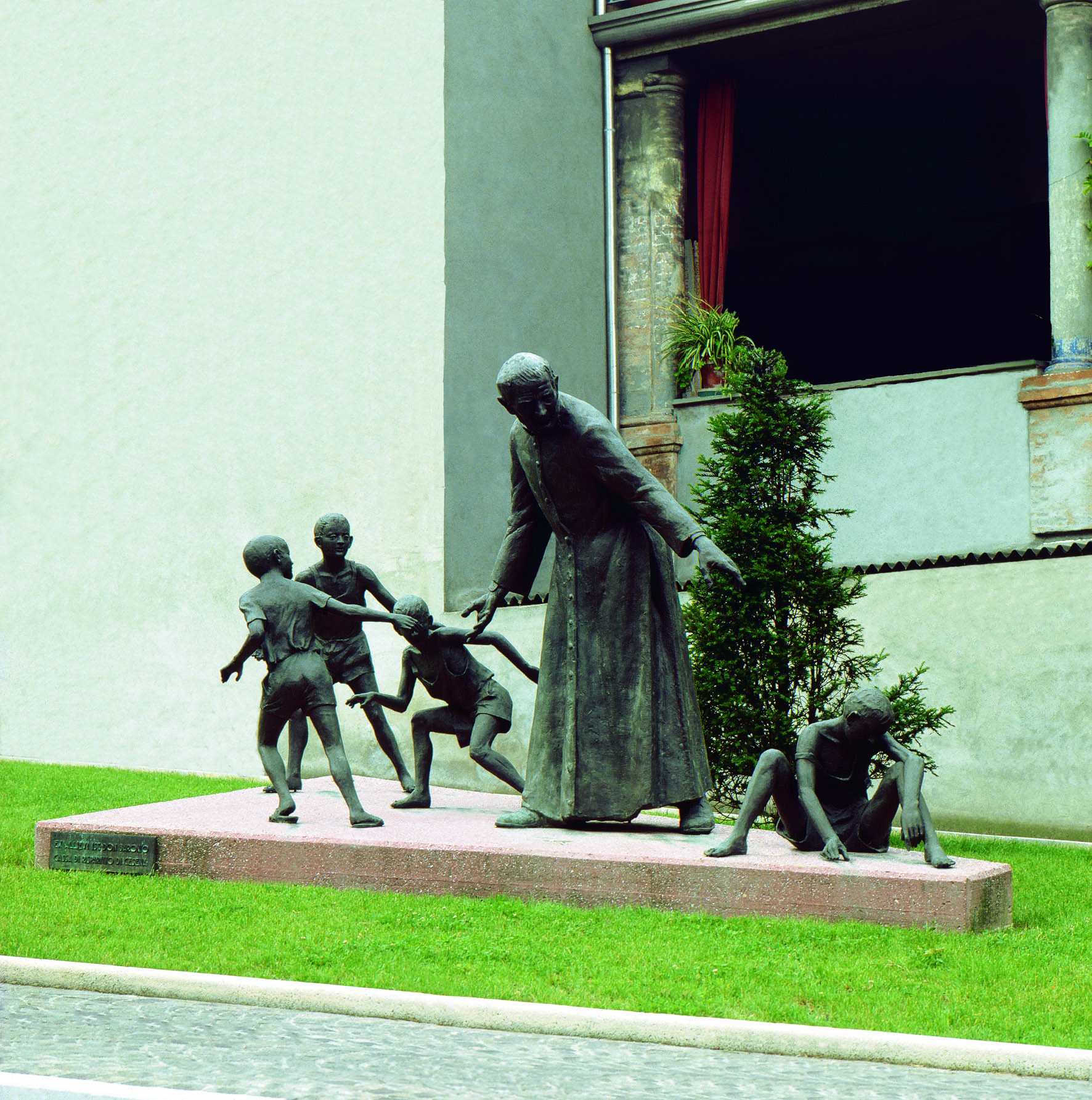
Il monumento in bronzo dedicato a Don Cesare Carlo Baronio, opera dell'artista, sito via via don Carlo Baronio, nr. 105, in Cesena.

Nasce il 9 dicembre 1952 a Cesena, dove ancora oggi vive e ha il suo studio. Studia all'Istituto d'Arte per la Ceramica di Faenza e si diploma nel 1970. Agli inizi della sua carriera artistica partecipa a diverse esposizioni collettive ed allestisce le sue prime mostre personali. È invitato a realizzare un grande Cristo Risorto e un'imponente Via Crucis nella Catholic Church di Singapore, mentre nella sua città lo vediamo protagonista nella realizzazione di importanti gruppi bronzei quali i monumenti a don Cesare Carlo Baronio, a San Pio da Pietrelcina, a Madre Teresa di Calcutta e il San Giovanni Battista presso il Duomo di Cesena.

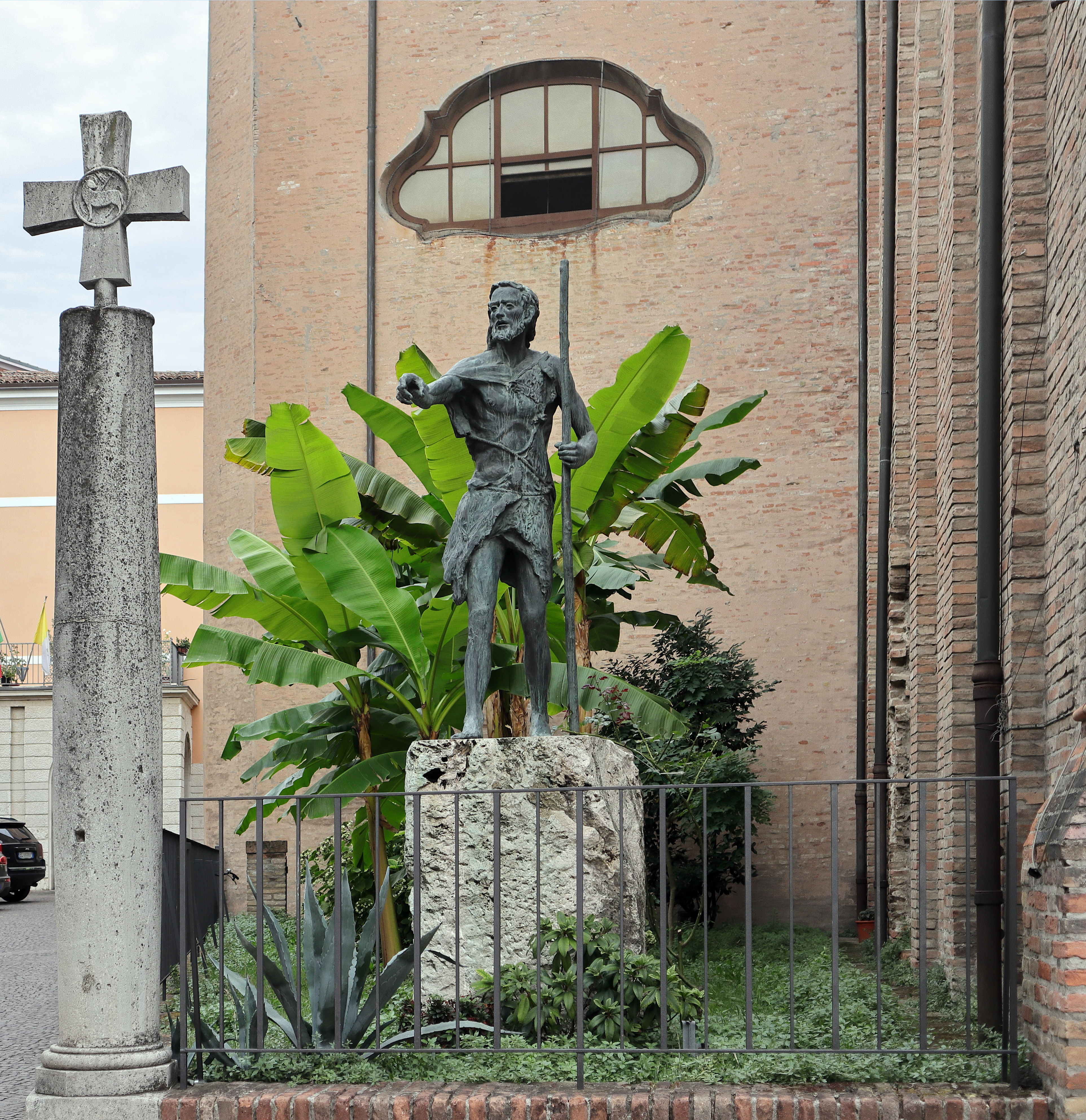
Statua in bronzo di San Giovanni Battista in piedi su una roccia, realizzata dall'artista nel 1980, presente nella piazza San Giovanni Paolo II e vicino al Duomo di Cesena.

In più di cinquant'anni di attività artistica espone in diverse città italiane, a partire dall'Italia: Roma, Modena, Venezia, Firenze, Ferrara, Milano, Bologna, Palermo, Messina, Bari. È molto apprezzato anche in Francia, dove è spesso invitato ad esporre: Parigi, Saint-Paul-de-Vence, Nancy, Grenoble, Poitiers, Annecy, Besançon e Toulouse sono solo alcune delle città che gli rendono omaggio. All’estero ha esposto inoltre a: Londra, Lussemburgo, Basilea, Ginevra, Gent (in Belgio).
Realizza diverse opere pubbliche monumentali, tra le quali ricordiamo i gruppi scultorei dedicati ai caduti della Seconda Guerra Mondiale, collocati a Terni e Forlì, le fontane per la Piazza della Vita a Bolgare, la scalinata con il gruppo bronzeo Gli equilibristi, i monumenti La Bella di Cesena e La cavalla e il fanciullino che rievoca la celebre poesia di Giovanni Pascoli La cavalla storna oltre alla grande fontana Acqua: fonte di bellezza, posta all’ingresso della zona termale di Bagno di Romagna. Di recente realizzazione anche una Resurrezione per la Basilica di San Marino, ivi collocata in occasione della visita del Santo Padre Benedetto XVI. Dal 2024 collabora con progetto artistico PicassoDefi / Amoarte di Raffaele Tortorella per il progetto della Medaglia commemorativa del Giubileo 2025.
Le sue opere sono in esposizione permanente presso alcune gallerie in Italia, Francia e Regno Unito.